# Jonathan Lerman
Jonathan Lerman (Queens, Nueva York, Estados Unidos, 1987) es un estadounidense, autista, savant, artista.
Jonathan Lerman comenzó a caer en largos silencios, a la edad de dos años, y al año siguiente fue diagnosticado con autismo. Su coeficiente intelectual que se supone es de 53.
La inclinación artística de Lerman apareció en la edad de 10 años en forma de caras dibujadas con carbón vegetal de las dos personas que conoce y los que se imagina. En 1999 tuvo su propia exposición individual en la galería de arte KS en Nueva York.
Lerman ha realizado exposiciones personales, y también ha expuesto su trabajo al lado de otros.
Lerman también estuvo en el show de MTV televisión de la vida real en el episodio de "True Life: Tengo autismo". Actualmente reside en el norte del estado de Nueva York.